# Ballotering
Ballotering er en valgmetode der kan bruges til hemmelig afstemning.
Afstemningen foregår ved at kandidaterne hver især bliver tildelt en farve, og én farve bliver tildelt værdien "blank stemme". De stemmeafgivende vælger efter tur en kugle fra en beholder med farvede kugler.
Antallet af kugler i hver farve skal være mindst lige så stort som antallet af stemmeafgivende. Kuglebeholderen har en dimension, der tillader stemmeafgiveren og ingen andre at se, hvilken farve der tages. Stemmeafgiveren tager kuglen i sin hule hånd og anbringer kuglen i stemmeurnen.
Passer antallet af kugler i stemmeurnen med antallet af stemmeafgivende, er valget gyldigt, og kandidaten, hvis farve der er flest kugler af, har vundet.